# Johanna von Lestonnac

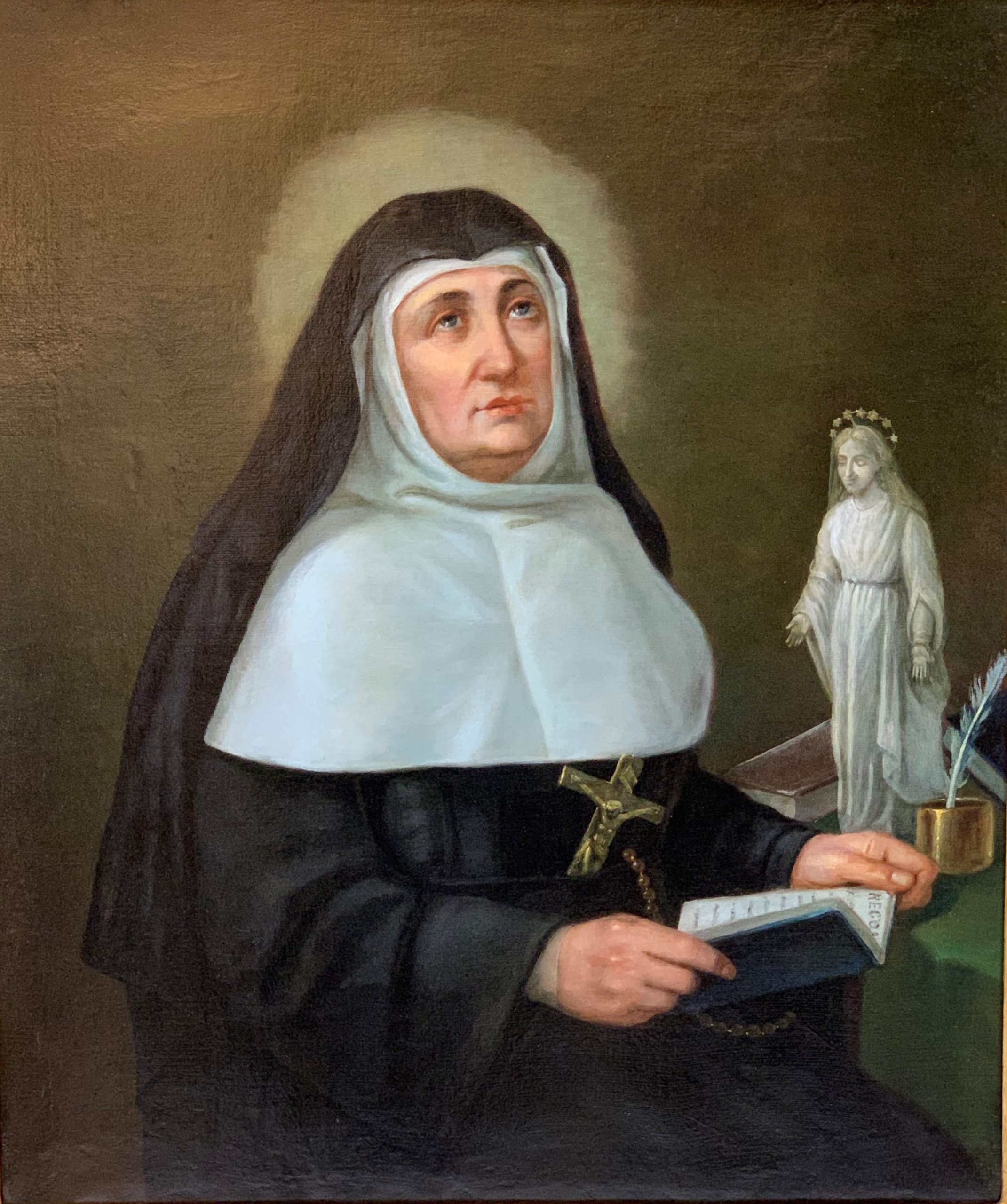
Johanna von Lestonnac

Johanna von Lestonnac (verheiratete Jeanne de Montferrat, Ordensname Jeanne de St. Bernard; * 27. Dezember 1556 in Bordeaux; † 2. Februar 1640 ebenda) war eine französische Ordensgründerin. Sie ist eine Heilige der römisch-katholischen Kirche.

## Leben
Johanna von Lestonnac war die Tochter des Parlamentsrates Richard de Lestonnac; die Familie stammte aus altem französischem Adel. Michel de Montaigne war ihr Onkel. Obwohl ihre Mutter zum Calvinismus übergetreten war, nahm Johanna schließlich den katholischen Glauben an. 1573 heiratete sie Gaston de Montferrand, Baron de Landiras. Mit ihm hatte sie sieben Kinder, von denen aber drei im Kindesalter starben. Nach dem Tod ihres Mannes trat Johanna in den Reformzweig der Feuillantinnen Zisterzienserinnen in Toulouse ein und nahm den Namen Jeanne de St. Bernard an. Das strenge Ordensleben ertrug sie nicht; sie erkrankte und verließ das Kloster.
Mit zwei Jesuiten gründete sie 1606 den Schulschwestern-Orden Gesellschaft Unserer Lieben Frau Maria (lateinisch Ordo societatis Mariae dominae nostrae, ODN; französisch Ordre de la Compagnie de Marie Notre-Dame). Der Orden, der 1607 von Papst Paul V. anerkannt wurde, widmet sich der Erziehung der weiblichen Jugend. Johanna von Lestonnac wurde die erste Oberin. Der Orden wurde während der Französischen Revolution aufgehoben und im 19. Jahrhundert wiederbelebt.

## Seligsprechung und Heiligsprechung
Johanna von Lestonnac wurde am 23. September 1900 von Papst Leo XIII. selig- und am 15. Mai 1949 von Papst Pius XII. heiliggesprochen.